# Hans-Detlef Krey

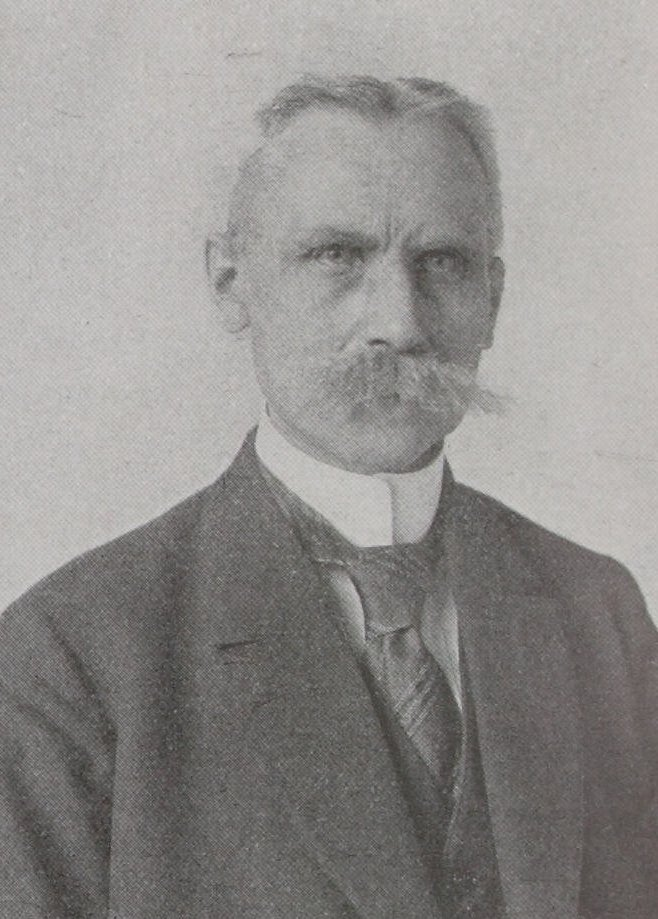
Hans Krey

Hans-Detlef Krey (* 8. Oktober 1866 in Osterbünge, bei St. Margarethen, Schleswig-Holstein; † 15. Juli 1928 in Berlin) war ein deutscher Pionier der Bodenmechanik. 

## Leben
Hans Krey war ein Bauernsohn, besuchte das Christianeum in Altona und studierte nach dem Abitur 1886 Bauingenieurwesen an der Technischen Hochschule München. Nach dem Abschluss 1891 ging er zunächst in eine Baufirma nach Berlin, wechselte dann aber in den Staatsdienst. 1896 erhielt er nach mehreren Jahren Lehrzeit an Wasserbauprojekten eine feste Anstellung als Ingenieur und arbeitete zunächst an der Nordseeküste, ab 1901 in Berlin. Dort war er auch gleichzeitig Assistent von Heinrich Müller-Breslau an der Technischen Hochschule Berlin. Krey wurde dann mit Kanalbauaufgaben betraut und nach Lünen in Westfalen versetzt. Er war beispielsweise an frühen Vorarbeiten zum Mittellandkanal beteiligt. 1910 war er wieder in Berlin als Leiter der neu gegründeten Preußischen Versuchsanstalt für Wasser-, Erd- und Schiffbau, die er von kleinen Anfängen systematisch ausbaute. 1912 erschien sein Bodenmechanik-Lehrbuch in erster Auflage, das schon in der 1. Auflage über das Lehrbuch von Müller-Breslau (Erddruck auf Stützmauern, 1906) hinausging und zum Beispiel Pfähle und Spundwände behandelte (sein Name ist auch mit dem in seinem Buch behandelten Gleitkreisverfahren verbunden). Unter seiner Leitung entstand auch 1927 eine eigene Bodenmechanik-Abteilung in der Versuchsanstalt, wo auch von seinem Mitarbeiter B. Tiedemann frühe Schergeräte (Ringschergerät) entwickelt wurden. Krey und Tiedemann entdeckten dabei die Abhängigkeit der Kohäsion von der Belastungsgeschichte. Ein weiterer Mitarbeiter war ab 1927 Johann Ohde, der Versuche zum Erddruck auf Stützwände und dessen Messung durchführte. 1921 wurde Krey Oberregierungsrat und 1927 Honorarprofessor an der Technischen Hochschule Berlin.
1920 wurde er Ehrendoktor der Technischen Universität Dresden. 
1928 wurde er Mitglied der Akademie für Bauwesen. Er gehörte auch der Schiffbautechnischen Gesellschaft an.

## Schriften
- Die nordfriesischen Halligen und Marschen in Vergangenheit, Gegenwart und Zukunft. In: Schleswig-Holsteinisches Jahrbuch (1922), S. 24–33.
- Die Entwicklung des Holländischen Bauernhauses in der Wilstermarsch. In: Die Heimat. Bd. 32 (1922), Nr. 10, Oktober 1922, S. 185–192 (Digitalisat).
- Erddruck, Erdwiderstand und Tragfähigkeit des Baugrundes. 1912. 5. Auflage mit Joachim Ehrenberg, Ernst & Sohn, Berlin 1936 (das Buch entstand aus einem Aufsatz in der Zeitschrift für Bauwesen, Band 62, 1912, S. 95)
- Gebrochene und gekrümmte Gleitflächen bei Aufgaben des Erddrucks. In: Bautechnik, Band 4, 1926, S. 279